# Vallée-de-Ronsard
Vallée-de-Ronsard – gmina we Francji, w Regionie Centralnym, w departamencie Loir-et-Cher. W 2013 roku liczba ludności wynosiła 529 mieszkańców. 
Gmina została utworzona 1 stycznia 2019 roku z połączenia dwóch ówczesnych gmin: Couture-sur-Loir oraz Tréhet. Siedzibą gminy została miejscowość Couture-sur-Loir. 